# Łatwa dziewczyna (film)
Łatwa dziewczyna (ang. Easy A) – amerykańska komedia romantyczna z 2010 roku w reżyserii Willa Glucka, częściowo inspirowana powieścią Szkarłatna litera. Film opowiada o dziewczynie, która przez „drobne” kłamstewko została wrogiem publicznym.

## Obsada
- Emma Stone jako Olive Penderghast
- Penn Badgley jako Woodchuck Todd
- Amanda Bynes jako Marianne Bryant
- Dan Byrd jako Brandon
- Thomas Haden Church jako Pan Griffith
- Patricia Clarkson jako Rosemary Penderghast
- Cam Gigandet jako Micah
- Lisa Kudrow jako Pani Griffith
- Malcolm McDowell jako dyrektor Gibbons
- Alyson Michalka jako Rhiannon Abernathy
- Stanley Tucci jako Dill Penderghast
- Fred Armisen jako pastor
- Jake Sandvig jako Anson
- Juliette Goglia jako Olive w ósmej klasie

## Nagrody i nominacje
Złote Globy 2010
- Najlepsza aktorka w komedii/musicalu – Emma Stone (nominacja)